# Michel Trinquier
Michel Trinquier (Avignone, 12 ottobre 1931) è un pittore francese di origine corsa.

## Biografia
Ha cominciato a studiare la pittura da piccolo seguendo corsi alla scuola d'arte di Avignone dopo scuola. Nel 1961 ha ricevuto un premio dal "Festival d'art dramatique d'Avignon" per un'opera che si trova adesso nel musée Calvet in Avignone.

## Maggiori esposizioni
- 1973: Galerie Barbizon, rue des Saint-Pères a Parigi
- 1973: Galerie Transposition, boulevard Raspail a Parigi
- 1987: Salon international d'art contemporain a Tolosa
- 1992: Galerie Bonias a L'Isle-sur-Sorgue
- 1993: fondation Vasarely a Château de Gordes
- 1995: Galerie Vincente Beneat a Barcellona

### Libri
Michel Trinquier ha illustrato un libro di poesia con l'aiuto di Eugène Baboulène, Pierre Cayol, Hervé Di Rosa e Pierre François, les 81 poèmes de Claude Garcia-Forner, Rayon Bleu